# La Floresta, Guanajuato
La Floresta är en ort i Mexiko.   Den ligger i kommunen León och delstaten Guanajuato, i den centrala delen av landet, 300 km nordväst om huvudstaden Mexico City. La Floresta ligger 1 775 meter över havet och antalet invånare är 103.
Terrängen runt La Floresta är platt åt sydost, men åt nordväst är den kuperad. Runt La Floresta är det mycket tätbefolkat, med 1 135 invånare per kvadratkilometer. Närmaste större samhälle är León de los Aldama, 14,4 km nordost om La Floresta. Trakten runt La Floresta består till största delen av jordbruksmark.